# Порода собаки

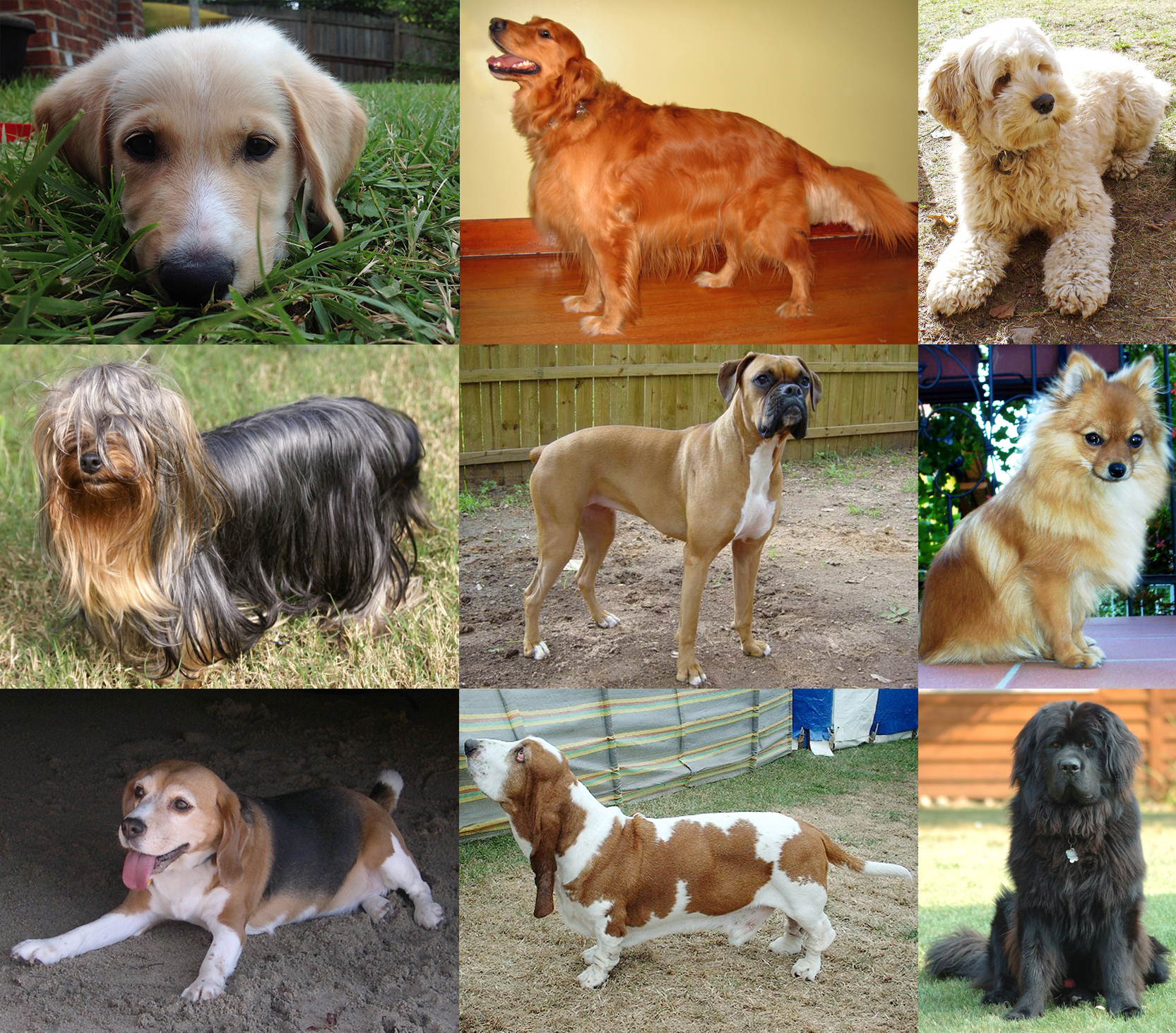

Породами собак є окремі групи близькоспоріднених і зовні подібних один одному домашніх собак, які належать до підвиду Canis lupus familiaris, володіють характерними рисами, які отримані шляхом селекції та підтримуються людиною, а також ведуть своє походження від відомої групи собак. Породи собак не є науково визначеною біологічною класифікацією. Це групи собак, що визначаються клубами любителів за інтересами, які називаються клубами любителів собак або якоїсь окремої породи собак.
Порода собак представлена значною кількістю індивідуальних собак, стабільно передавальних певні характеристики протягом поколінь. Собаки однієї й тієї ж породи мають схожі характеристики в екстер'єрі та поведінці, спочатку тому, що вони походять від обраного набору предків, які мають однакові характеристики. Собаки певної породи виробляють на світ потомство, яке подібно батькам. Окремий собака ідентифікується, як представник породи, за допомогою підтвердження його походження на підставі генетичного аналізу або письмових реєстраційних записів про його походження. Без одного з цих підтверджень, ідентифікація приналежності собаки до будь-якої певної породі не є надійною. Такі реєстраційні записи називаються племінними книгами, які можуть вести індивідуали, клуби та інші організації.

## Що таке порода
Наприкінці XIX століття ряд талановитих письменників-кінологів узагальнили відомості з собаківництва у своїх книгах і статтях. Особливо слід відзначити роботи Стоунхенджа і Х'ю Далзіла з Англії, а також О. А. Ширинському-Шихматову, Н. П. Кішенского і Л. П. Сабанєєва з Росії. В наш час[коли?] у світі налічується близько 400 порід собак. Серед них є породи, які поширені на всій земній кулі й налічують величезну кількість особин як, наприклад, німецька вівчарка. Інші обчислюються десятками особин або мають дуже вузьке розповсюдження, наприклад, шарпей, ірландський вовкодав або мексиканський голий. Деякі породи відомі тільки в межах країн, де вони були виведені. До таких відносяться стабіхун — в Нідерландах, норбеттенхунд в північній Норвегії, словацька чувач в Чехословаччині. Необхідно відзначити, що серед диких тварин порід не існує. У дикій природі всередині виду виділяються деми, популяції, раси і підвиди. Порода — це підсумок доместікації тварин, здійсненої людиною. Деякою мірою порода домашніх тварин може бути прирівняна до підвиду в дикій природі.
Вчений-селекціонер М. А. Кравченко приводить наступне визначення породи: «Порода — це створена людською працею, досить численна група домашніх тварин, що мають спільне походження і спільність ряду господарсько-корисних фізіологічних і морфологічних особливостей, досить стійко передаються у спадок. При відповідній роботі з породою вона здатна змінюватися у бажаному напрямку».

## Визначення поняття «аборигенна порода собак»
У більшості випадків поняття «порода собак» застосовується щодо групи собак, визнаної будь-якою кінологічною організацією. Термін порода собак може також бути використаний відносно аборигенних, природних порід, які утворилися протягом часу в відповідь на конкретні умови зовнішнього середовища, в тому числі людини, з невеликою ступенем відбору або з повною відсутністю племінної роботи, здійснюваним людиною. Такі породи не задокументовані і найчастіше ідентифікуються тільки зовні, а також за своїми робочими функціями. Деякі сучасні (стандартизовані) породи собак ведуть своє походження від древніх порід собак.
Одні аборигенні породи собак були визнані міжнародними кінологічними організаціями, інші ні, і їх збереженням і розведенням займаються окремі любителі собак і невеликі групи або клуби. Яскравим прикладом є історія першого такий аборигенної породи, як «алабай», яка була визнана різними організаціями під назвою «середньоазійська вівчарка».
Разом з тим всі аборигенні породи собак мають ряд особливостей, які наведені, зокрема, у статті «Вовкодава — правда, легенда і наклеп»: "Аборигенів собак насамперед відрізняє відсутність адаптації до умов мегаполісу, статевий диморфізм і великі внутрішньовидові коливання. Звичайно, є погані і заводські, і аборигенні особини. Втім, як і хороші. При рівних інших умовах абориген завжди має ту перевагу, що він мінімально зіпсований людським селекціювання, а заводська собака — прогнозованість успадкованих ознак у потомства, адаптованість і наявністю інформації про крові ".
На початку нового тисячоліття нестримна і необдумана селекція собак призвела до того, що багато порід собак опинилися в досить жалюгідному стані через втрату генетичної розмаїтості, про що свідчать численні генетичні вади і спадкові захворювання, до яких схильні найбільшою мірою ті породи собак, які піддалися селекції найбільшою мірою. На відміну від селекційних порід, аборигенні породи собак відрізняються найбільшим генетичним різноманітністю. У результаті селекції на певні екстер'єрні властивості генетична різноманітність такої селекційної породи собак, як кавказька вівчарка, виявилося низьким. Як пише Володимир Берег у статті «Примітивні Аборигенам СОБАКИ»: "Самі ознаки заводських порід, що відрізняють їх від оригінального дикого типу, в багатьох випадках є ні що інше, як біологічні аномалії. Надмірності в анатомічних і зовнішніх морфологічних відхиленнях які стали свого роду торговими марками деяких заводських порід собак, мають свою ціну в формі незручності, а іноді навіть виживаності собаки і повинні компенсуватися турботами її власника. Крім цього, їх загальна пристосованість і здоров'я ослаблені тривалим існуванням під досить регулярним ветеринарним наглядом, що поколіннями зберігало генетично не зовсім повноцінних тварин ".
За названими причинами тим більше значення набуває збереження і захист місцевих аборигенних порід собак. Питанням збереження аборигенних собак була присвячена Перша Міжнародна науково-практична конференція «аборигенних порід Собак як елементи біорізноманіття і культурної спадщини людства», яка відбулася в Алмати, Казахстан, 10 — 15 вересня 2007. Зокрема в матеріалах конференції говориться: " Як би там не було, аборигенні породи собак в повній мірі є елементами біорізноманіття нашої планети і наше завдання — хоча б зберегти їх, щоб передати майбутнім поколінням в такому ж вигляді, в якому ми самі отримали їх від наших предків ".